# Boing (Espagne)
 (mai 2021).
Si vous disposez d'ouvrages ou d'articles de référence ou si vous connaissez des sites web de qualité traitant du thème abordé ici, merci de compléter l'article en donnant les références utiles à sa vérifiabilité et en les liant à la section « Notes et références ».
 (mai 2021).
Pour les articles homonymes, voir Boing (homonymie).
Boing est une chaîne de télévision espagnole dont la programmation est orientée pour les enfants, appartenant à Mediaset España avec Warner Bros. Discovery. Elle est diffusée sur la TNT espagnole dont elle est la première chaîne jeunesse en termes d'audience devant Clan, Disney Channel et les autres chaînes régionales comme ETB 3.
À la suite d'un accord entre Mediaset et Turner, Boing a d'abord été lancé le 1er décembre 2008 en tant que bloc de programmation sur Telecinco les fins de semaine, et Telecinco 2 du lundi au vendredi. L'émission passe de Telecinco 2 (qui se fait remplacée par La Siete) à Factoría de Ficción le 11 mai 2009 en gardant les mêmes horaires.
La chaîne est lancée le 1er septembre 2010, et le bloc de programmation est renommé SuperBoing. SuperBoing s'arrête le 31 décembre 2010.
Depuis le 15 septembre 2013, Boing diffuse ¡Findes! Cartoon Network, une émission diffusant tous les nouveaux programmes de Cartoon Network toutes les fins de semaines à la suite de l'arrêt de la version espagnole.
Le vendredi 21 mars 2014, lors de la diffusion de la finale de la version espagnole de The Voice Kids, Boing obtient son record de téléspectateurs et de part de marché, avec 1.131.000 téléspectateurs pour 6,4% de part de marché.
Le 4 juin 2017, l'habillage du bloc de programmation est actualisé et le nom devient simplement Findes Cartoon Network.

## Identité visuelle (logo)

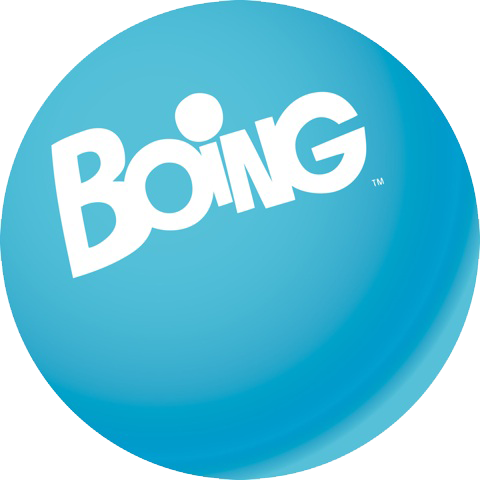
Logo de septembre 2010 à juin 2011.
Logo de mars 2016 à septembre 2020.
Logo depuis le 26 septembre 2020.

## Programmations
Actuelle
- Bakugan Battle Planet
- Batwheels
- Ben 10
- Beyblade Burst
- Beyblade X
- Bugs ! Une production Looney Tunes (Bugs!)
- Bugs Bunny Constructeurs (Bugs Bunny: ¡Manos a la obra!)
- Bunnicula
- Chowder
- Clarence
- Craig de la crique (El mundo de Craig)
- DC Super Hero Girls
- Doraemon
- Dragon Ball Super
- Gormiti
- Grizzy et les Lemmings (Grizzy y los Lemmings)
- Idol × Senshi Miracle Tunes!
- Johnny Test
- La Colo magique (Campamento Mágico)
- La Famille Happo
- Lego Dreamzzz
- Lego Ninjago: les maîtres du Spinjitzu
- Le Monde incroyable de Gumball (El asombroso mundo de Gumball)
- Looney Tunes Cartoons
- Mao Mao : Héros au cœur pur (Mao Mao)
- Mixels
- Mon chevalier et moi (Mi caballero y yo)
- Mr. Bean, la série animée (Mr. Bean)
- Nicky, Ricky, Dicky et Dawn (Nicky, Ricky, Dicky & Dawn)
- OK K.O.! (OK, K.O.! Let's be Heroes)
- Pet Pals (Los Cachorros)
- Pomme & Oignon (Manzana y Cebolleta)
- Taffy
- Trop cool, Scooby-Doo ! (¡Enróllate, Scooby-Doo!)
- Teen Titans Go!
- Tiny Toons Looniversité (Tiny Toons Looniversidad)
- Tom et Jerry Show (El show de Tom y Jerry)
- Toony Tube
- Unikitty!
- We Baby Bears (Somos Ositos)
- We Bare Bears (Somos Osos)
- Yabba Dabba Dinosaures!

## Slogans
- Du 1er septembre 2010 au 29 mars 2016 : « Quedamos en Boing »
- Depuis le 29 mars 2016 : « Juntos mejor »

## Audiences
- Si vous ne connaissez pas le sujet, laissez ce bandeau (vous pouvez alors contacter les auteurs).
- Si vous supprimez le contenu mis en cause (vous pouvez préalablement contacter les auteurs),

argumentez précisément cette suppression dans la page de discussion
(un manque de référence n'est pas un argument ; une recherche réelle de référence doit avoir été effectuée, être formellement documentée).
|      | janvier | février | mars | avril | mai  | juin | juillet | août  | septembre | octobre | novembre | décembre | Moyenne Annuelle |
| ---- | ------- | ------- | ---- | ----- | ---- | ---- | ------- | ----- | --------- | ------- | -------- | -------- | ---------------- |
| 2010 |         |         |      |       |      |      |         |       | 0,6%**    | 0,7%    | 0,6%**   | 0,8%     | 0,2 %            |
| 2011 | 0,7%    | 0,8%    | 0,9% | 1,0%  | 0,9% | 1,2% | 1,4%    | 1,5%  | 1,4%      | 1,3%    | 1,2%     | 1,3%     | 1,1 %            |
| 2012 | 1,3%    | 1,4%    | 1,5% | 1,6%  | 1,6% | 1,9% | 2,1%    | 2,2%* | 2,0%      | 1,6%    | 1,7%     | 1,7%     | 1,7 %            |
| 2013 | 1,5%    | 1,6%    | 1,6% | 1,5%  | 1,6% | 1,8% | 2,2%    | 2,1%  | 2,0%      | 1,7%    | 1,7 %    | 1,8%     | 1,8 %            |
| 2014 | 1,5%    | 1,5%    | 1,6% | 1,5%  | 1,7% | 1,9% | 2,1%    | 2,1%  | 2,0%      | 1,6%    | 1,5%     | 1,6%     | 1,7 %            |
| 2015 | 1,7%    | 1,6%    | 1,5% | 1,7%  |      |      |         |       |           |         |          |          | -                |